# Jungholz
Jungholz è un comune austriaco di 285 abitanti nel distretto di Reutte, in Tirolo. Forma una semiexclave dell'Austria in quanto comunicante con il resto del Paese in un singolo punto situato in cima al monte  Sorgschrofen che culmina a 1 636 m d'altezza; è raggiungibile solo dalla Germania.

## Geografia fisica
Jungholz si trova tra la valle del fiume Wertach e quella del Vils; l'unico punto di contatto con il resto dell'Austria è la sommità del monte Sorgschrofen (1636 m s.l.m.). Questo è l'unico caso al mondo di un piccolo territorio di un Paese collegato al resto del suolo nazionale con un solo punto geometrico.
Tutto il confine occidentale di Jungholz è delimitato dal fiume Wertach, che sfocia nel Lech ad Augusta (Germania) a 110 km da Jungholz, mentre la parte orientale del comune è tributaria del fiume Vils, che a Vils (Austria) sfocia anch'esso nel Lech a 30 km dal comune.

## Storia
Il primo documento che riguarda Jungholz è relativo a un abitante di Wertach e un altro di Jungholz e risale al 24 giugno 1342. La zona fu integrata nel Tirolo, alla quale rimase legata nonostante i problemi frontalieri. La definizione dei confini venne fatta tra il 1844 e il 1850: un trattato doganale tra la Baviera e l'Impero austro-ungarico venne firmato il 3 maggio 1868, legando Jungholz completamente alla Germania.
Dal 1938 al 1945, a seguito dell'Anschluss, fece parte della Germania (circondario di Sonthofen, distretto della Svevia).
Dal 1891 fino all'ingresso dell'Austria nell'Unione europea la Jungholz ha avuto uno stato doganale particolare, infatti, pur appartenendo all'Austria, faceva parte della zona doganale tedesca. Questo ha influenzato i prezzi di benzina, tabacchi e bevande alcoliche, legati ai prezzi tedeschi. Fino al 2002 a Jungholz fu usato il marco tedesco grazie ad un trattato tra Austria e Germania. Dopo quella data è entrato in vigore l'euro.

## Società
Più del 50% della popolazione è straniera (principalmente tedesca).

## Economia
La mancanza di connessioni stradali di Jungholz con il resto dell'Austria fa sì che il comune sia incluso nell'area doganale tedesca. Jungholz, data la sua particolare caratteristica, è diventata una piazza finanziaria. Inoltre il turismo è piuttosto sviluppato.

## Amministrazione
Jungholz ha sia il codice postale della Germania (87491) sia dell'Austria (6691).